# Hazel Run
Hazel Run é uma cidade localizada no estado americano de Minnesota, no Condado de Yellow Medicine.

## Demografia
Segundo o censo americano de 2000, a sua população era de 64 habitantes.
Em 2006, foi estimada uma população de 58, um decréscimo de 6 (-9.4%).

## Geografia
De acordo com o United States Census Bureau tem uma área de
1,9 km², dos quais 1,9 km² cobertos por terra e 0,0 km² cobertos por água. Hazel Run localiza-se a aproximadamente 324 m acima do nível do mar.

## Localidades na vizinhança
O diagrama seguinte representa as localidades num raio de 20 km ao redor de Hazel Run.